# Kamel Harun
Kamel Harun –en árabe, كامل هارون– (nacido el 13 de agosto de 1987) es un deportista argelino que compite en judo. Ganó una medalla de plata en los Juegos Panafricanos de 2015 en la categoría de –60 kg.

## Palmarés internacional
| Juegos Panafricanos | Juegos Panafricanos               | Juegos Panafricanos | Juegos Panafricanos |
| Año                 | Lugar                             | Medalla             | Categoría           |
| ------------------- | --------------------------------- | ------------------- | ------------------- |
| 2015                | Brazzaville (República del Congo) | Medalla de plata    | –60 kg              |